# Emily Holmes
Emily Holmes  (1 de marzo de 1977) es una actriz canadiense de cine y televisión.
Holmes nació en Ottawa, Ontario. Ha realizado apariciones en series de televisión como Night Visions, Mysterious Ways, The Dead Zone, Stargate SG-1, Dark Angel, entre otras. En 2002, Holmes interpretó a Julie Crawford en la miniserie de Steven Spielberg Taken. Se le puede ver en las series Battlestar Galactica: The Resistance y Andromeda, al igual que en películas como Paycheck, Snakes on a Plane y Year of the Carnivore.

## Filmografía

### Cine
| Año  | Título                 | Rol                 | Notas         |
| ---- | ---------------------- | ------------------- | ------------- |
| 2003 | Paycheck               | Betsy               |               |
| 2005 | Familia                | Kate                |               |
| 2006 | Snakes on a Plane      | Ashley              |               |
| 2007 | Nightwatching          | Hendrickje Stoffels |               |
| 2008 | Sarah in the Dark      | Emelia              |               |
| 2009 | Year of the Carnivore  | Kathy               |               |
| 2013 | Independence Daysaster | Celia Leyman        |               |
| 2013 | Prisoners of the Sun   | Claire Becket       |               |
| 2014 | Pinocchio Project      | Dra. Rachel Porter  |               |
| 2017 | El pájaro loco         | Linda Walters       |               |
| 2017 | The Shack              | Vicky Ducette       |               |
| 2017 | Boundaries             |                     | Posproducción |

### Televisión
| Año     | Título                               | Rol                   | Notas                                                        |
| ------- | ------------------------------------ | --------------------- | ------------------------------------------------------------ |
| 2000-01 | 2gether: The Series                  | Lita                  | Episodios: "Forever I", "Jillie"                             |
| 2001    | Till Dad Do Us Part                  | Rebecca Corbett       |                                                              |
| 2001    | Night Visions                        | Amanda Bell / Belinda | Episodios: "The Passenger List", "A View Through the Window" |
| 2001    | Strange Frequency                    | Denise Cole           | Episodio "Don't Stop Believing"                              |
| 2001    | Mysterious Ways                      | Sarah Summers         | Episodio "Child of Wonder"                                   |
| 2001-02 | Dark Angel                           | Wendy White           | Episodios: "Medium Is the Message", "Exposure"               |
| 2002    | Jinnah - On Crime: Pizza 911         | Caitlin Bishop        |                                                              |
| 2002    | Beyond Belief: Fact or Fiction       | Rena Dunne            | 1 episodio                                                   |
| 2002    | The Dead Zone                        | Allison Connover      | Episodios: "Wheel of Fortune", "What It Seems"               |
| 2002    | The Secret Life of Zoey              | Joan                  |                                                              |
| 2002    | That Was Then                        | Adult Zoey Glass      | Piloto                                                       |
| 2002    | Taken                                | Julie Crawford        |                                                              |
| 2002    | No Night Is Too Long                 | Emily                 |                                                              |
| 2003    | Strange Frequency 2                  | Denise                |                                                              |
| 2003    | Tom Stone                            | Zoey Samuels          | Episodio "Busted Shoulder"                                   |
| 2003    | Lucky 7                              | Mary                  |                                                              |
| 2004    | Stargate SG-1                        | Kianna Cyr            | Episodio "Fallout"                                           |
| 2004    | Tru Calling                          | Nicole Simms          | Episodio "Murder in the Morgue"                              |
| 2004    | The Goodbye Girl                     | Rhonda                |                                                              |
| 2004    | Andromeda                            | Indra Xicol           | Episodio "Trusting the Guardian Maze"                        |
| 2004    | The Collector                        | Sophia Marteau        | Episodio "Another Collector"                                 |
| 2004    | Dead Like Me                         | Ashley Hesberg        | Episodio "Be Still My Heart"                                 |
| 2005    | Ladies Night                         | Jeanne                |                                                              |
| 2005    | L Word                               | Lola                  | Episodio "L'Chaim"                                           |
| 2005    | Into the West                        | Leah Wheeler          | Episodio "Manifest Destiny"                                  |
| 2006    | Battlestar Galactica: The Resistance | Nora Farmer           |                                                              |
| 2007    | Smallville                           | Jodi Keenan           | Episodio "Nemesis"                                           |
| 2007    | Bionic Woman                         | Marty                 | Episodio "Paradise Lost"                                     |
| 2008    | The Andromeda Strain                 | Joanne Scott          |                                                              |
| 2009    | Fringe                               | Jill Leiter           | Episodio "Dream Logic"                                       |
| 2010    | Meteor Storm                         | Laura                 |                                                              |
| 2010    | True Blue                            | Molly Banks           |                                                              |
| 2011    | Endgame                              | Anya                  | Episodio "The Caffeine Hit"                                  |
| 2011    | Magic Beyond Words                   | Diane Rowling         | Película para TV                                             |
| 2011    | The Secret Circle                    | Amelia Blake          | Piloto, episodio "Balcoin"                                   |
| 2012    | Big Time Movie                       | MI6 #2                |                                                              |
| 2012    | Alcatraz                             | Georgia Bradley       | "Tommy Madsen"                                               |
| 2012    | Supernatural                         | Hester                | Episodio "Reading Is Fundamental"                            |
| 2012    | Emily Owens, M.D.                    | Vicky                 | Piloto                                                       |
| 2013    | King & Maxwell                       | Christine Hayward     | Episodio "Locked In"                                         |
| 2013    | Delete                               | Naomi Overson         |                                                              |
| 2014    | Zodiac: Signs of the Apocalypse      | Kathryn Keen          |                                                              |
| 2014    | My Boyfriends' Dogs                  | Amber                 |                                                              |
| 2014    | Blackstone                           | Sheila Masters        | Episodios: "Discovery", "There Will Be Blood"                |
| 2015    | Cedar Cove                           | Liz Watson            | Episodios: "Batter Up", "Runaway"                            |
| 2016    | Zoo                                  | Dr. Elise Lindberg    | Episodio "Collision Point"                                   |
| 2016    | A Heavenly Christmas                 | Sally                 |                                                              |
| 2016    | The Man in the High Castle           | Lucy Collins          | Papel recurrente                                             |